# Estrellas de los dibujos animados al rescate
Estrellas de los dibujos animados al rescate (cuyo título original es Cartoon All-Stars to the Rescue) es una película de animación estadounidense con un mensaje de prevención contra el consumo de drogas, dirigida al público infantil. El 21 de abril de 1990 se emitió de forma simultánea en la franja infantil de ABC, NBC, CBS y PBS, así como en estaciones independientes, televisión por cable y satélite.
Los protagonistas son las principales estrellas de la animación infantil de aquella época, cedidas por las productoras Warner Bros, The Jim Henson Company, The Walt Disney Company y Film Roman entre otras. Fue producida por la Academia de Artes y Ciencias de la Televisión con la colaboración económica de McDonald's, y distribuida en vídeo por Buena Vista Home Entertainment.

## Sinopsis
La película comienza en la habitación de Corey, una niña de 9 años, poco después de que una persona desconocida irrumpiese para robarle su hucha. El robo es presenciado por los personajes de animación favoritos de la pequeña, que cobran vida para investigar lo sucedido. Entre ellos se encuentran Garfield (salido de una lámpara), Los Pitufos (de una historieta cómica), ALF (cuadro), Baby Kermit (un despertador), Alvin y las Ardillas (discos) y Winnie the Pooh (peluche).
Corey descubre, a través de las pistas de los personajes, que el ladrón ha sido su hermano mayor, un adolescente de 14 años llamado Michael. Este deja bajo su cama una caja cuyo contenido no quiere que sea visto por su hermana menor. Sin embargo, los dibujos consiguen abrirla y descubren que en el interior hay marihuana. Corey se muestra preocupada por el cambio de comportamiento de Michael sin que su hermano le haga caso, por lo que se marcha de casa. Ante esa situación, los personajes de animación se ponen de acuerdo para evitar que Michael siga consumiendo drogas, haciéndole ver sus peligros.
Durante toda la película, personajes de dibujos como Bugs Bunny, Los Pitufos o los sobrinos de Donald muestran a Michael y Cory las consecuencias negativas del consumo de drogas, en un mensaje dirigido «a todo tipo de público» pero pensado especialmente para la infancia. Aunque Michael no está muy convencido, en parte por la mala influencia de un fantasma llamado Smoke que representa la maldad de las drogas, finalmente toma conciencia de los problemas que puede acarrear su consumo y decide dejarlo. La estructura del episodio es muy similar a Canción de Navidad de Charles Dickens.

## Reparto y producción
Estrellas de los dibujos animados al rescate fue coproducida por Disney y Southern Star Productions, con el apoyo de la Academia de Artes y Ciencias de la Televisión de Estados Unidos, y financiada en su totalidad por la cadena de hamburgueserías McDonald's a través de su fundación Ronald McDonald House Charities. Roy Edward Disney ayudó en la producción y fue supervisor. La animación corrió a cargo del estudio taiwanés Wang Film Productions.
Para hacer esta película, las productoras involucradas cedieron de forma desinteresada el uso de sus personajes. Entre todo el elenco hay personajes de Warner Bros, Walt Disney Television, Hanna Barbera, Film Roman, Jim Henson, Columbia y DIC Entertainment. En un principio, estaba previsto que Disney pudiera aportar a personajes clásicos como Mickey Mouse o Goofy, pero la empresa prefirió participar a través de dos series que en ese momento estaban en emisión: Winnie the Pooh y los protagonistas de Patoaventuras, los sobrinos del Pato Donald.
Por orden alfabético, figuran las 10 franquicias que participaron y los personajes que aportaron:
- ALF: La Serie Animada: ALF
- Alvin y las Ardillas: Alvin, Simon y Theodore
- Garfield y sus amigos: Garfield
- Muppet Babies: Kermit the Frog, Miss Piggy, Gonzo the Great
- Las nuevas aventuras de Winnie The Pooh: Winnie the Pooh, Tigger
- Los auténticos cazafantasmas: Slimer
- Looney Tunes: Bugs Bunny, Pato Lucas
- Los Pitufos
- Patoaventuras: Sobrinos del Pato Donald
- Tortugas Ninja: Michelangelo

La voz tradicional de Bugs Bunny y el Pato Lucas, el actor Mel Blanc, falleció poco antes de que comenzara el doblaje y fue sustituido por Jeff Bergman.

## Emisión
En Estados Unidos, Estrellas de los dibujos animados al rescate es uno de los pocos programas que ha sido emitido simultáneamente por distintos canales. Las tres cadenas de televisión más importantes de ese país —ABC, NBC y CBS—, junto con PBS, estaciones independientes y canales de cable como Nickelodeon, Disney Channel, Black Entertainment Television y USA Network, acordaron su emisión simultánea en la franja matinal del 21 de abril de 1990, destinada a programación infantil. Además de su emisión por televisión, se repartieron copias en vídeo a escuelas, bibliotecas, centros cívicos y videoclubs.
La versión emitida en todos los países de habla hispana fue doblada al español. En México fue ofrecido por Televisa (Canal de las Estrellas, Canal 5 y Canal 9) y estaciones independientes. En España fue emitido por todas las cadenas de televisión estatales, aunque en diferentes horarios. A las 15:30 horas del 17 de octubre de 1992 fue emitida por Televisión Española (a través de La Primera y a nivel mundial por TVE Internacional), Antena 3, aquellas televisiones autonómicas con programación en castellano (Canal Sur, Telemadrid, TVG, ETB-2 y Canal Nou) y el canal por satélite Galavisión. Tele 5 lo hizo al día siguiente a las 12:00, mientras que Canal+ lo programó el lunes a las 14:00. En Chile, fue emitido en septiembre de 1995, en cadena nacional por los canales agrupados a ANATEL: La Red, UCV Televisión, Televisión Nacional de Chile, Megavisión, Chilevisión y Canal 13 y canales regionales como Telenorte.
En la mayoría de los casos se emitió un mensaje institucional previo a la película. En Estados Unidos lo hicieron George H. Bush, y su esposa Barbara Bush. En México corrió a cargo del presidente Carlos Salinas de Gortari, mientras que en España lo hizo la reina Sofía de Grecia. En Chile corrió a cargo de la primera dama de aquel entonces, Marta Larraechea Bolívar de Frei.